# تورنافاكاس
بلدية تورنافاكاس (بالإسبانية: Tornavacas)‏، هي بلدية تقع في مقاطعة قصرش والتي تقع في منطقة إكستريمادورا، غرب إسبانيا.
يبلغ عدد سكانها 1.334 نسمة وفقاً لإحصائية سنة (2002).